# Astrup Sogn (Aarhus Kommune)
 For alternative betydninger, se Astrup Sogn. (Se også artikler, som begynder med Astrup Sogn)
Astrup Sogn er et sogn i Århus Søndre Provsti (Århus Stift).
I 1800-tallet var Tulstrup Sogn anneks til Astrup Sogn. Begge sogne hørte til Ning Herred. Sammen med Hvilsted Sogn i Hads Herred, begge i Aarhus Amt, udgjorde de Astrup-Tulstrup-Hvilsted sognekommune.  Den dannede i 1963 Solbjerg Kommune sammen med Tiset sognekommune fra Ning Herred. Solbjerg Kommune blev ved kommunalreformen i 1970 indlemmet i Aarhus Kommune.
I Astrup Sogn ligger Astrup Kirke.
I sognet findes følgende autoriserede stednavne:
- Ask (bebyggelse, ejerlav)
- Ask Mark (bebyggelse)
- Ask-Ballen (bebyggelse)
- Astrup (bebyggelse, ejerlav)
- Astrup Mark (bebyggelse)
- Astrup-Ballen (bebyggelse)
- Bøgeskov (bebyggelse, ejerlav)
- Drammelstrup (bebyggelse, ejerlav)
- Løjenkær (bebyggelse, ejerlav)
- Rasborg (bebyggelse, ejerlav)
- Solbjerg (bebyggelse, ejerlav)